# Nephelomys levipes
Espèce
Statut de conservation UICN

 LC  : Préoccupation mineure
Nephelomys levipes, est une espèce de rongeur du genre Nephelomys au sein de la famille des Muridae. On le rencontre sur les versants est des Andes du sud-est du Pérou jusqu'au centre-ouest de la Bolivie dans la forêt de nuage à des altitudes variant entre 1 800 et 3 200 m. On le trouve dans la même aire que son congénère N. keaysi, mais à des altitudes plus élevées.
En 1902, Oldfield Thomas décrit pour la première fois cette espèce, sous le nom de Oryzomys levipes, en s'appuyant sur des spécimens du Pérou et de la Bolivie. Il la compare à O. keaysi décrit peu de temps auparavant, l'actuel Nephelomys keaysi, dont il est considéré comme une forme plus petite. En 1944, Philip Hershkovitz relègue O. levipes et O. keaysi au rang de synonyme de O. albigularis et il reste considéré ainsi jusqu'au début des années 1990 où les espèces sont à nouveau dissociées sur les bases d'études génétiques et d'autres différences. Quand O. albigularis et des espèces apparentées sont reclassées dans le genre Nephelomys en 2006, il reste une espèce à part, sous le nom de Nephelomys levipes.
Il ressemble à N. keaysi, mais est plus petit, et la fourrure de ses parties inférieures est chamoisée plutôt que blanchâtre chez les spécimens étudiés par Thomas. La région interorbitale du crâne est étroite. Les foramens incisifs, qui perforent le palais entre les incisives et les molaires, et sont longs et étroits. Le palais osseux est court, se terminant au niveau des troisièmes molaires. Le holotype mesurait 130 mm sans la queue, cette dernière ayant une longueur de 160 mm, la longueur des oreilles est de 27 mm, et la longueur du crâne est de 35,7 mm.